# Salaheddine Kateb
Salaheddine Kateb (arab. صلاح الدين كاتب ;ur. 22 czerwca 1998) – algierski zapaśnik walczący w stylu wolnym. 
Srebrny medalista mistrzostw Afryki w 2025. Wicemistrz igrzysk panarabskich w 2023. Zajął szóste miejsce na igrzyskach śródziemnomorskich w 2022. Mistrz śródziemnomorski w 2018 i drugi w 2016. Srebrny medalista mistrzostw arabskich w 2024. Mistrz Afryki juniorów w 2016 i 2017 roku.